# Plummerella alpina
Plummerella alpina är en insektsart som beskrevs av Delong 1942. Plummerella alpina ingår i släktet Plummerella och familjen dvärgstritar. Inga underarter finns listade i Catalogue of Life.